# Полувагон для перевозки торфа
Полувагон для перевозки торфа серии ТСВ — советский, позднее российский полувагон для торфа, выпускается КМЗ с 2010 года.

Полувагон для торфа ТСВ6А

## История создания

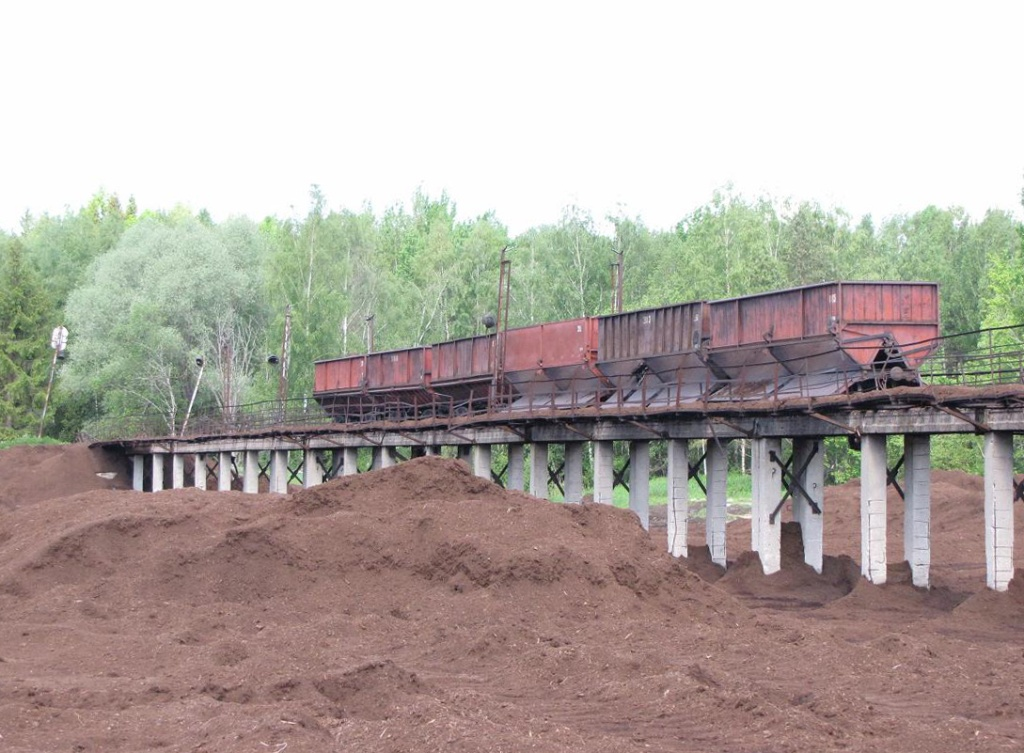
Полувагоны ТСВ-6А на разгрузочной эстакаде

В середине 80-х годов ДМЗ наладил выпуск вагонов моделей 42-077 (на подшипниках скольжения, нетормозные), 42-078 (нетормозные на подшипниках скольжения), 42-079 (тормозные с тормозной площадкой, на подшипниках качения). Такие вагоны завод выпускал вплоть до начала 1990-х годов. Внедрение вагонов серии ТСВ значительно увеличило степень механизации на выгрузки торфа, после открытия люков их закрытие производится специальными аппарелями, через которые состав протаскивается со скоростью 5 км/ч. Индекс «А» во всех моделях указывает на наличие подшипников скольжения. В настоящее время с 2010 года Камбарский машиностроительный завод имеет возможность производства вагонов: модели 42-077, 42-078, 49-079. Вагон оборудован стандартным ударно-сцепным прибором.

## Общие сведения

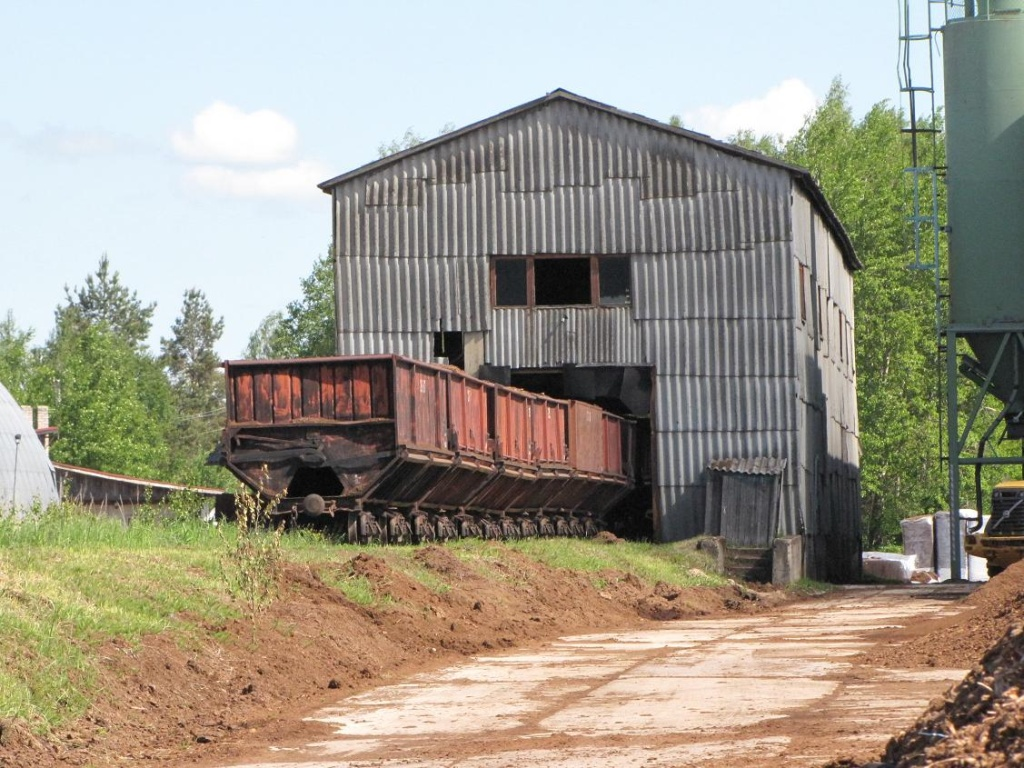
Полувагоны ТСВ-6

Четырёхосный полувагон предназначен для перевозки кускового и фрезерного торфа по железным дорогам колеи 750 мм. Вагон саморазгружающийся, цельнометаллический с седлообразным полом и двухсторонней разгрузкой. Кузов выполнен из набора прокатных и штампованных профилей, обшитых стальным листом, и разделен по длине на две секции; пол-двускатный седлообразный с углом наклона 60°. Металлические крышки разгрузочных люков (по две с каждой стороны) — штампо-сварной конструкции, шарнирно подвешены к раме вагона. При разгрузке они открываются вниз и служат продолжением двускатного пола. Рама состоит из хребтовой балки, двух продольных балок, двух буферных брусьев, четырёх штампованных поперечных балок уголкового профиля и двух шкворневых балок замкнутого сечения. Разгрузка вагона осуществляется на обе стороны железнодорожного пути из одной или двух секций кузова одновременно. Открывание крышек люка производится при помощи раздельного рычажного механизма с автоматическим управлением. Привод автоматического управления разгрузкой располагается на боковой стене. Закрывание крышек люков производится путём въезда вагона на аппарели.

## Техническая характеристика
| Число осей                               | 4               |
| Грузоподъемность                         | 19 т            |
| Масса вагона (тара)                      | 6,4 т           |
| Длина вагона по осям сцепного устройства | 8 260 мм        |
| Длина вагона по раме                     | 7 510 мм        |
| Ширина вагона                            | 2 500 мм        |
| Высота                                   | 2 620 мм        |
| Вид разгрузки самотеком на               | боковые стороны |

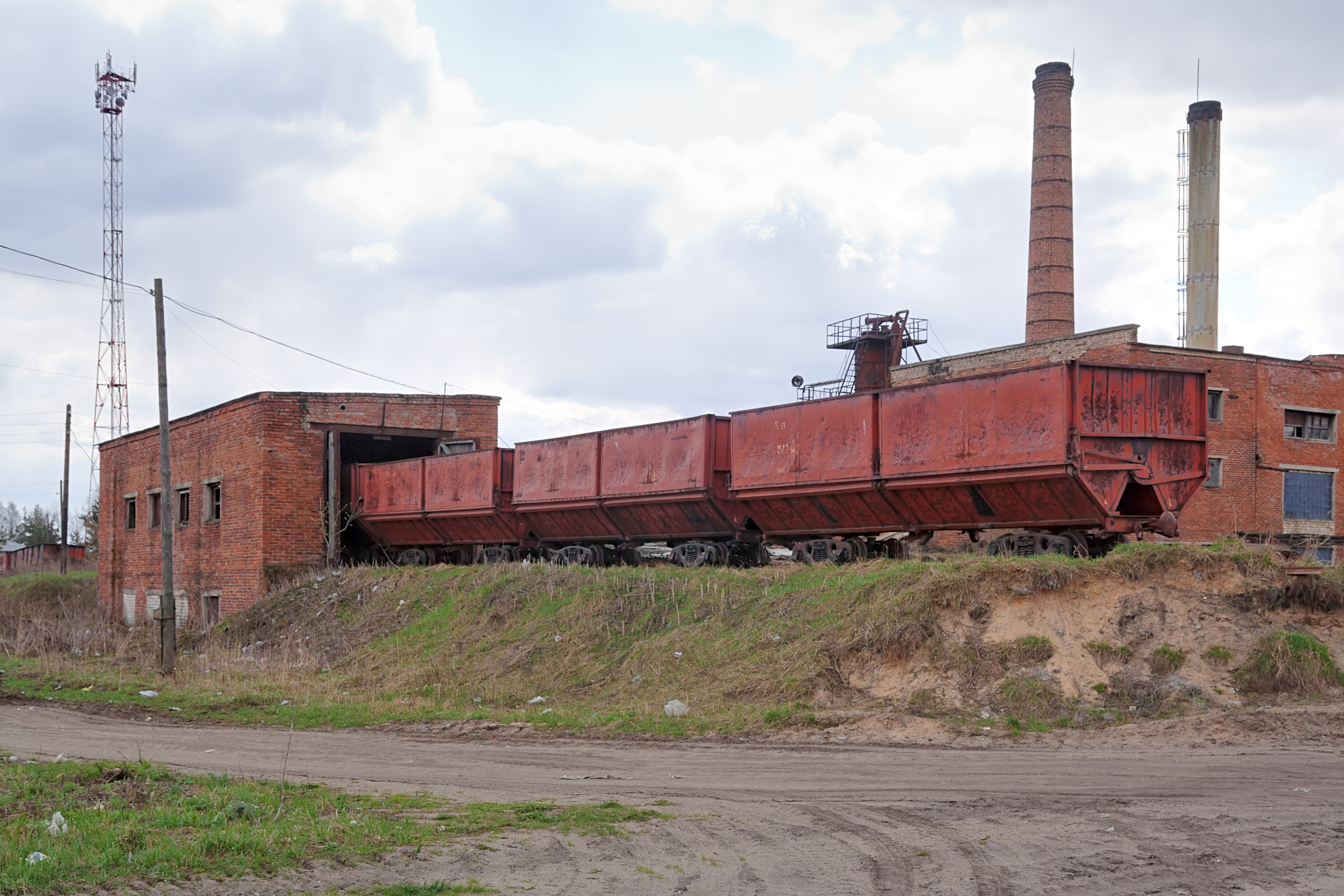
Полувагоны ТСВ-6А на разгрузочной эстакаде

Вагон может выпускаться без тормоза или с пролетной трубой (модель 42-077), с автоматическим пневматическим тормозом (модель 42-078) или автоматическим и ручным тормозами с тормозной площадкой (модели 42-079). Ходовой частью служат двухосные тележки штампо-сварной конструкции с центральным рессорным подвешиванием и буксами с подшипниками скольжения или качения.